# Selbstrettung

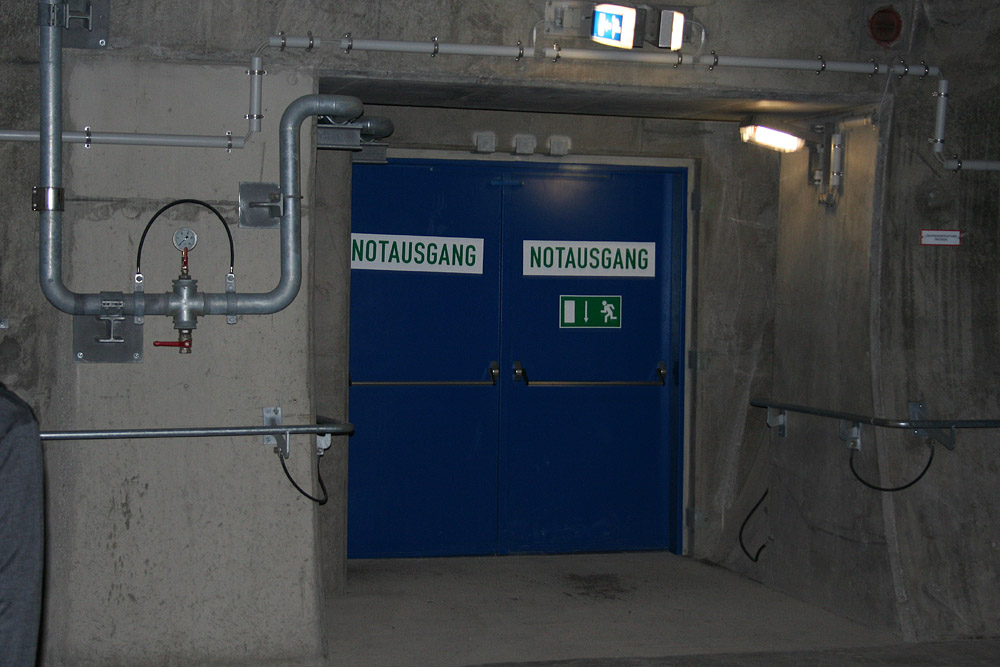
Notausgang in einem Eisenbahntunnel

Die Selbstrettung ist das Vermögen, sich selbst aus Gefahrensituationen zu befreien. Vorbeugend gehört dazu auch das Wissen, wie man Gefahrensituationen verhindert. Der Fachbegriff Selbstrettung bedeutet: Personen retten sich aus eigener Kraft aus dem Gefahrenbereich.
Viele Sicherheitskonzepte beinhalten eine Selbstrettung für die vom Ereignis zwar gefährdeten, aber noch selbstständig handlungsfähigen Personen, weil gerade bei großen Menschenmengen die Rettungskräfte überfordert wären, wenn sie jeden einzelnen begleiten müssten. Allerdings verlangt eine Selbstrettung einer größeren Gruppe Selbstdisziplin der Beteiligten, um eine Panik zu vermeiden. Auch die unverzügliche Einleitung der Selbstrettung ist beim Erkennen der Gefahr sehr wichtig.
So ist es beispielsweise wichtig, dass sich Autofahrer in einem Tunnel bei Rauchentwicklung unverzüglich selbst retten und die Fluchtwege benutzen.
Auch von Fahrgästen in öffentlichen Verkehrsmitteln wird eine Selbstrettung erwartet, da man nicht ohne weiteres zeitnah alle Fahrgäste eines Zuges abtransportieren kann. Für das Selbstrettungskonzept muss aber die Infrastruktur stimmen, weshalb bei Eisenbahntunnels, wo noch nicht vorhanden, nachträglich der Einbau von Gehwegen, Handläufen, Fluchtwegbeleuchtungen und -markierungen vorangetrieben wird. Auch in großen Fabrikationsanlagen ist es oft notwendig, dass sich bei Bränden die im Gebäude befindenden Arbeiter selbst mit Hilfe von Fluchthauben in Sicherheit bringen.
Im Bereich der Wasserrettung wird dieses Wissen z. B. von der Deutschen Lebens-Rettungs-Gesellschaft e. V. (DLRG), der ASB-Wasserrettung oder der Wasserwacht im Deutschen Roten Kreuz gelehrt. Mit Selbstretten ist im Bereich der Feuerwehr in der Regel das Abseilen im Notfall mittels Feuerwehrleine und Feuerwehrhaltegurt gemeint.